# Thomas Némouthé
Thomas Némouthé (sinh ngày 16 tháng 1 năm 2001) là một cầu thủ bóng đá chuyên nghiệp hiện đang thi đấu ở vị trí tiền vệ cho câu lạc bộ Créteil tại Championnat National 2. Anh sinh ra tại Pháp và thi đấu cho Đội tuyển bóng đá quốc gia Guyane thuộc Pháp.

## Sự nghiệp thi đấu

### Câu lạc bộ
Némouthé ra mắt chuyên nghiệp cho Paris FC trong chiến thắng 1–0 tại Cúp bóng đá Pháp trước Le Havre vào ngày 19 tháng 1 năm 2021. Anh thi đấu thêm một trận đấu cúp nữa cho câu lạc bộ trước khi ký hợp đồng với Créteil theo dạng chuyển nhượng tự do vào cuối mùa giải.

### Quốc tế
Némouthé ra mắt quốc tế cho Guyane thuộc Pháp trong trận thắng 3-1 trước Suriname vào ngày 22 tháng 5 năm 2022.

## Bàn thắng quốc tế
| # | Thời gian          | Địa điểm                                                            | Đối thủ   | Ghi bàn | Kết quả | Giải đấu                          |
| - | ------------------ | ------------------------------------------------------------------- | --------- | ------- | ------- | --------------------------------- |
| 1 | 2 tháng 6 năm 2022 | Stade Municipal Dr. Edmard Lama, Remire-Montjoly, Guyane thuộc Pháp | Guatemala | 2–0     | 2–0     | CONCACAF Nations League B 2022-23 |